# Wu Xia
Wu Xia (kinesiska: 巫峡) är en ravin i Kina. Den ligger i den centrala delen av landet, 1 100 km sydväst om huvudstaden Peking. Wu Xia ligger 62 meter över havet.
Terrängen runt Wu Xia är bergig åt sydväst, men åt nordost är den kuperad. Wu Xia ligger nere i en dal som går i öst-västlig riktning. Runt Wu Xia är det ganska tätbefolkat, med 139 invånare per kvadratkilometer. Närmaste större samhälle är Sanxi, 12,6 km nordväst om Wu Xia. I omgivningarna runt Wu Xia växer i huvudsak blandskog.